# Pedro da Fonseca (cardeal)
Pedro da Fonseca (Olivença, ? – Vicovaro, 22 de Agosto de 1422) foi um cardeal português da Igreja Católica à época do Grande Cisma do Ocidente com atuação em Castela e Aragão.
O Antipapa Bento XIII fê-lo pseudocardeal em 1412, com o título de São Ângelo na Pescaria; contudo, quando os concílios de Pisa e de Constança excomungaram e destronaram formalmente o antipapa, D. Pedro prestou obediência ao pontífice romano, Martinho V, que lhe confirmou o título de cardeal em 1419.
Faleceu três anos mais tarde no convento franciscano de San Cosimato, em Vicovaro, tendo sido sepultado em Roma.

## Biografia
Às vezes chamado de Pedro Rodríguez de Fonseca, o mesmo nome que seu pai (que era alcaide da cidade de Olivença, conselheiro de Dom João I de Castela); sua mãe, também portuguesa, era Inés Díaz Botello, dama da rainha Beatriz de Portugal. A derrota castelhana de 1385 levou ao exílio da família em Castela, com a cidade de Toro sendo o destino final.
Pedro de Fonseca foi educado nas salas de aula da Universidade de Salamanca durante o reinado de Dom Henrique III. Em 1403 ele já estava listado como clérigo de Ávila e um estudante de direito utroque iure em direito canônico e civil sob o patrocínio do arcebispo de Sevilha, Dom Alfonso de Egea. Em 1405, o arcebispo de Santiago, Dom Lope de Mendoza, pediu para ele um cargo de cónego na expectativa de uma prebenda em Ávila, onde continuou a atuar como clérigo. Em 1407 já era bacharel em Direito, capelão-mor de Beatriz de Portugal e persona dilecta y consanguíneo da rainha, sucedendo ao falecido Álvaro Gil como chantre da catedral de Salamanca.
Nesse contexto, foi criado pelo Papa Bento XIII de Avinhão, recebendo o título de cardeal-diácono de Santo Ângelo em Pescheria no Consistório de 14 de dezembro de 1412. Recebeu várias prebendas e benefícios, como a importante abadia de Valladolid em 1413, ou o cargo de cónego, a prebenda e arquidiaconia em Sevilha, uma canonicidade e prebenda de Burgos e outros benefícios nas igrejas de Sevilha e Burgos, tudo em 1415.
Bento XIII lhe concedeu a administração da Diocese de Astorga entre 1416 e 1419, onde o cónego Sancho Afonso atuou como seu provisor, enquanto Ruy González atuou como juiz. Algo semelhante aconteceu com a Diocese de Sigüenza entre 1414 e 1418, embora a partir de 1419 Pedro de Fonseca estivesse listado como bispo titular.
Em 3 de maio de 1416, três pseudocardeais, Urriés, Carrillo e Fonseca, responderam a Dom Afonso V, que não podiam abandonar Bento XIII, porque ele era o papa legítimo, vigário de Cristo e chefe da Igreja. Em sua carta, eles mostraram um profundo conhecimento da teologia e dos Padres da Igreja. Com a mesma firmeza, rejeitaram o aviso da embaixada castelhana, de 15 de dezembro de 1416, para ir ao Concílio de Constança, mas seu compromisso com a causa do antipapa estava caindo. Em 8 de fevereiro de 1417, os três pseudocardeais e alguns outros prelados reiteraram o pedido que haviam formulado outras vezes ao antipapa Bento XIII que abdicasse e que enviasse uma delegação ao Concílio de Constança para realizar a renúncia e pedir desculpas pelo atraso; o antipapa a rejeitou. Assim, "lavavam as mãos" e se declaravam inocentes de tudo o que viesse a acontecer; Bento XIII respondeu um mês depois. Os três pseudocardeais responderam imediatamente insistindo na necessidade de abdicar para acabar com o cisma e reafirmando-se em sua posição, mas em vão esperaram a resposta e em 26 de dezembro de 1417, os três cardeais, secundados por uma série de bispos e abades catalães-aragoneses, imploraram novamente ao antipapa que renunciasse sem demora e ordenasse que seus pseudocardeais elegessem o Papa Martinho V, recentemente escolhido pelos cardeais e pelo concílio. Esse apelo tinha ares de ultimato; em caso de rejeição, reservavam-se a liberdade de ação e consequentemente, em 5 de janeiro de 1418, deixaram o antipapa Bento XIII, que os chamou de "filhos degenerados" e que declarou terem incorrido em infâmia e outras dores. Um mês depois, o antipapa os depôs.
A deposição de Bento XIII durante o Concílio de Constança ajudou-o a adaptar-se sem problemas à nova etapa que se abria com o pontificado de Martinho V, ao qual prestou obediência em 1418. A primeira tarefa que o novo papa lhe confiou foi justamente anular os focos de resistência beneditista entre o clero castelhano. Um pouco mais tarde, em 1421, confiou-lhe a missão de resolver o grave conflito interno que ocorreu na Corte castelhana após o "roubo de Tordesilhas", quando o infante Henrique de Aragão (filho de Fernando de Antequera) prendeu João II. Depois de retornar a Roma no mesmo ano, Pedro da Fonseca dedicou-se aos esforços diplomáticos como legado papal, tentando resolver as diferenças entre o Pontífice e Afonso V de Aragão sobre o Reino de Nápoles. Algumas histórias afirmam que ele foi comissionado pelo Papa à Corte do Imperador Manuel Paleólogo para tentar resolver o cisma com as Igrejas Orientais, embora ele eventualmente teve que desistir devido a problemas de saúde.
Enquanto acompanhava Martinho V em uma viagem para um encontro com Dom Afonso V, teve um infeliz acidente de escada no convento franciscano de San Cosimato, em Vicovaro que acabou com sua vida em 22 de agosto de 1422. Seu corpo foi trasladado para Roma e sepultado na capela de San Tommaso na Basílica de São Pedro. Seus restos mortais foram levados para a gruta da Basílica durante o pontificado do Papa Paulo V.

## Conclaves
- Conclave de 1417 - não participou da eleição do Papa Martinho V.